# 1584
Il 1584 (MDLXXXIV in numeri romani) è un anno bisestile del XVI secolo.

## Eventi
- Con decreto del viceré, Juan de Zuñica, principe de Pietrapersia, il Monte di Pietà di Napoli fu trasformato in Banco di Napoli e da allora vi furono compiute tutte le operazioni bancarie, facilitando il commercio e lo sviluppo delle imprese. L'organizzazione della produzione aveva varie forme. In alcuni casi vi erano veri e propri opifici, ma il sistema più diffuso era quello artigianale della produzione domiciliare.
- In Sicilia fu nominato viceré Juan Alonso Bisbal, conte di Briatico.
- Giovanni Keplero entra nel seminario di Adelberg.
- A Siviglia inizia la costruzione dell'Archivo General de Indias.
- Inizio della costruzione della pavimentazione del Duomo di Milano.
- Francesco I de' Medici commissiona la Tribuna degli Uffizi
- "Alleanza perpetua" tra la Repubblica di Ginevra (oggi Canton Ginevra) e la Confederazione Svizzera.

### America del Nord
- Il sacerdote Richard Hakluyt pubblica A Discourse Concerning Western Planting su richiesta di Sir Walter Raleigh, un rapporto che pianifica la colonizzazione occidentale nel Nuovo Mondo e che viene presentato alla regina d'Inghilterra Elisabetta I.

## Nati

### Gennaio
- 1º gennaio - Lorenzo Magalotti, cardinale e vescovo cattolico italiano († 1637)
- 29 gennaio - Federico Enrico d'Orange, sovrano († 1647)
- 31 gennaio - Wratislaw I von Fürstenberg, militare ceco († 1631)

### Febbraio
- 9 febbraio - Francesco Maria Richini, architetto italiano († 1658)
- 18 febbraio - Philippe de Carteret II, nobile britannico († 1643)
- 26 febbraio - Alberto VI di Baviera, nobile tedesco († 1666)

### Marzo
- 15 marzo - Filippo di Schleswig-Holstein-Sonderburg-Glücksburg, nobile tedesco († 1663)
- 26 marzo - Giovanni II del Palatinato-Zweibrücken, nobile († 1635)
- 29 marzo - Ferdinando Fairfax, II lord Fairfax di Cameron, politico e generale inglese († 1648)

### Maggio
- 6 maggio - Diego de Saavedra Fajardo, scrittore e diplomatico spagnolo († 1648)
- 17 maggio - Giovanni Giacomo Hesso, santo svizzero († 1639)
- 20 maggio - Sibilla Elisabetta di Württemberg († 1606)
- 23 maggio - Maximilian von und zu Trauttmansdorff, politico e nobile austriaco († 1650)

### Giugno
- 16 giugno - Maria d'Austria, religiosa austriaca († 1649)

### Luglio
- 17 luglio - Agnese di Brandeburgo, principessa tedesca († 1629)
- 26 luglio - Gaspard III de Coligny, militare francese († 1646)

### Agosto
- 11 agosto - Filippo Ernesto di Hohenlohe-Langenburg, conte († 1628)
- 13 agosto - Theophilus Howard, II conte di Suffolk, nobile e politico inglese († 1640)
- 24 agosto - Giovanni Andrea Ansaldo, pittore italiano († 1638)

### Settembre
- 7 settembre - Erpenius, orientalista olandese († 1624)
- 8 settembre - Gregorio di San Vincenzo, gesuita e matematico fiammingo († 1667)
- 13 settembre - Francesco Giulio di Sassonia-Lauenburg, nobile tedesco († 1634)
- 16 settembre - Francisco Correa de Arauxo, compositore e organista spagnolo († 1654)
- 16 settembre - Mattia Galasso, generale italiano († 1647)
- 16 settembre - Giulio Roma, cardinale e vescovo cattolico italiano († 1652)
- 17 settembre - John Finch, politico inglese († 1660)

### Ottobre
- 10 ottobre - Ikeda Toshitaka, militare giapponese († 1616)
- 16 ottobre - Philip Herbert, IV conte di Pembroke, nobile, politico e scrittore inglese († 1649)

### Novembre
- 3 novembre - Jean-Pierre Camus, scrittore e vescovo cattolico francese († 1652)
- 10 novembre - Caterina Vasa, principessa svedese († 1638)
- 16 novembre - Barbara Sofia di Brandeburgo, principessa († 1636)
- 25 novembre - Agostino Centurione, doge († 1657)

### Dicembre
- 5 dicembre - Guido Fassi, inventore e artista italiano († 1649)
- 16 dicembre - John Selden, giurista e politico inglese († 1654)
- 25 dicembre - Margherita d'Austria-Stiria, regina († 1611)
- 27 dicembre - Filippo Giulio di Pomerania, nobile tedesco († 1625)

### Senza giorno specificato
- Girolamo Albanese, scultore e architetto italiano
- Pietro Francesco Alberti, pittore e incisore italiano († 1638)
- Michael Altenburg, compositore e teologo tedesco († 1640)
- García de Avellaneda y Haro, diplomatico spagnolo († 1670)
- William Baffin, navigatore e esploratore inglese († 1622)
- David Bailly, pittore olandese († 1657)
- Perdita Basigheddu,  italiana
- Cesare Bassano, incisore e pittore italiano († 1648)
- Francis Beaumont, drammaturgo e poeta inglese († 1616)
- Francesco Boldrini, pittore italiano († 1648)
- António Brandão, storico portoghese († 1637)
- Carlo Carafa, vescovo cattolico e diplomatico italiano († 1644)
- Piero Caravita, gesuita italiano († 1657)
- Giovanni Carlone, pittore italiano († 1631)
- Zofia Czeska-Maciejowska, religiosa polacca († 1650)
- Alessandro Donati, gesuita, poeta e filologo italiano († 1640)
- John Drummond, II conte di Perth, nobile scozzese († 1662)
- André Duchesne, storico e geografo francese († 1640)
- Giovanni Battista Ferrari, gesuita, botanico e orientalista italiano († 1655)
- Tabarin, attore teatrale francese († 1633)
- Giovanni Guicciardi, nobile italiano († 1664)
- Nicolò Guidi di Bagno, militare, arcivescovo cattolico e cardinale italiano († 1663)
- Robert Howard, nobile e politico inglese († 1653)
- Hu Zhengyan, artista, tipografo e editore cinese († 1673)
- Melchior Inchofer, storico, gesuita e latinista austriaco († 1648)
- Hidari Jingorō, architetto e scultore giapponese († 1644)
- Simeon Lehac'i, scrittore armeno († 1639)
- Miyamoto Musashi, militare e scrittore giapponese († 1645)
- Angelo Nardi, pittore italiano († 1664)
- Willem van Nieulandt, pittore, incisore e poeta fiammingo († 1635)
- Jean-François de Gondi, arcivescovo cattolico francese († 1654)
- John Pym, politico inglese († 1643)
- Anne de Rohan, umanista e poetessa francese († 1646)
- Jean de Schelandre, drammaturgo francese († 1635)
- Gerolamo Sersale, gesuita e astronomo italiano († 1654)
- Philip Stanhope, I conte di Chesterfield, nobile inglese († 1656)
- Costantino Testi, vescovo cattolico italiano († 1637)
- Cosimo de Torres, cardinale e arcivescovo cattolico italiano († 1642)
- Chiara Varotari, pittrice italiana
- Willem van der Vliet, pittore olandese († 1642)
- Paolo Zacchia, medico italiano († 1659)
- Daniel Zen, vescovo cattolico austriaco († 1628)
- Inés de Zúñiga y Velasco, nobildonna spagnola († 1647)
- Jean de Lauson, funzionario francese († 1666)
- Martín de León Cárdenas, arcivescovo cattolico spagnolo († 1655)
- Luis de Ulloa y Pereira, scrittore e poeta spagnolo († 1674)

## Morti

### Gennaio
- 11 gennaio - William Carter, tipografo inglese
- 11 gennaio - Scipione Simonetta, nobile e politico italiano (n. 1524)
- 15 gennaio - Guarnero Trotti, vescovo cattolico italiano (n. 1540)
- 30 gennaio - Pieter Pourbus, pittore fiammingo (n. 1523)

### Febbraio
- 8 febbraio - Antonio d'Aragona Cardona, nobile e militare italiano (n. 1543)
- 12 febbraio - Thomas Hemerford, presbitero inglese (n. 1554)
- 18 febbraio - Anton Francesco Grazzini, poeta, scrittore e commediografo italiano (n. 1505)
- 19 febbraio - Anna de' Medici, nobile (n. 1569)
- 27 febbraio - Yi I, scrittore coreano (n. 1536)

### Marzo
- 10 marzo - Thomas Norton, scrittore, avvocato e politico inglese (n. 1532)
- 28 marzo - Ivan IV di Russia,  russo (n. 1530)

### Aprile
- 9 aprile - Filippo Maria Campeggi, vescovo cattolico italiano (n. 1518)
- 27 aprile - Mikołaj Radziwiłł, militare polacco (n. 1512)

### Maggio
- 1º maggio - Giovanni Dolfin, vescovo cattolico italiano (n. 1529)
- 4 maggio - Ryūzōji Takanobu, militare giapponese (n. 1530)
- 10 maggio - Alvise Corner, cardinale italiano (n. 1517)
- 17 maggio - Luigi IV Gesualdo, nobile e mecenate italiano (n. 1509)
- 18 maggio - Ikeda Tsuneoki, militare giapponese (n. 1536)
- 18 maggio - Mori Nagayoshi, militare giapponese (n. 1558)
- 25 maggio - Prospero Sogari, scultore e architetto italiano (n. 1516)
- 26 maggio - Gamō Katahide, militare giapponese (n. 1534)

### Giugno
- 10 giugno - Francesco Ercole di Valois, nobile francese (n. 1555)
- 13 giugno - Giovanni Sambuco, filologo, storico e medico ungherese (n. 1531)
- 14 giugno - Claude de la Baume, cardinale e arcivescovo cattolico francese (n. 1534)
- 15 giugno - Bernardo Zanchini, letterato italiano
- 20 giugno - Dermot O'Hurley, vescovo cattolico irlandese

### Luglio
- 10 luglio - Guglielmo I d'Orange, militare olandese (n. 1533)
- 10 luglio - Francis Throckmorton, nobile inglese (n. 1554)
- 14 luglio - Balthasar Gérard, assassino francese (n. 1557)
- 16 luglio - Fiorenzo Maschera, compositore e organista italiano (n. 1541)
- 20 luglio - Elisabetta di Regenstein-Blankenburg, religiosa tedesca (n. 1542)
- 23 luglio - John Day, tipografo inglese (n. 1522)

### Agosto
- 1º agosto - Marcantonio II Colonna, generale e ammiraglio italiano (n. 1535)
- 8 agosto - Jan van Hembyze, politico belga (n. 1513)
- 22 agosto - Jan Kochanowski, scrittore polacco (n. 1530)
- 28 agosto - Carlo Sigonio, storico italiano (n. 1520)
- 29 agosto - Lucas de Heere, pittore, storico dell'arte e poeta fiammingo (n. 1534)
- 29 agosto - Pedro Ponce de Leon, educatore e pedagogo spagnolo (n. 1508)

### Settembre
- 14 settembre - Lucrezia Roverella, nobildonna italiana
- 15 settembre - Tsutsui Junkei, militare giapponese (n. 1549)
- 16 settembre - Balthasar Ayala, giurista belga (n. 1548)
- 18 settembre - Francesco Bossi, vescovo cattolico italiano
- 20 settembre - Gasparo Scaruffi, economista italiano (n. 1519)

### Ottobre
- 15 ottobre - Richard Gwyn, insegnante gallese

### Novembre
- 3 novembre - Carlo Borromeo, cardinale e arcivescovo cattolico italiano (n. 1538)
- 8 novembre - Ashina Moritaka, militare giapponese (n. 1561)
- 17 novembre - Eric II di Brunswick-Calenberg, nobile tedesco (n. 1528)
- 18 novembre - Matteo Tafuri, filosofo e medico italiano (n. 1492)
- 19 novembre - Jean Leunis, gesuita fiammingo (n. 1532)
- 21 novembre - Francisco Torres, gesuita, grecista e teologo spagnolo (n. 1509)
- 24 novembre - Paolo Aretino, compositore italiano (n. 1508)

### Dicembre
- 26 dicembre - Giovanni Francesco Commendone, cardinale e vescovo cattolico italiano (n. 1524)
- 31 dicembre - Ludovico II de Torres, arcivescovo cattolico, diplomatico e giurista spagnolo (n. 1533)

### Senza giorno specificato
- Paineñamcu,  nativo americano
- Pietro Antonio Alciati, pittore italiano
- Margherita Ball,  irlandese (n. 1515)
- Nicolas Bergeron, giurista e storico francese
- Péter Bornemisza, scrittore, poeta e predicatore ungherese (n. 1535)
- Giuseppe Caimo, compositore e organista italiano (n. 1545)
- Girolamo Caluschi, presbitero e predicatore italiano (n. 1524)
- Colin Campbell, VI conte di Argyll, politico scozzese
- Luigi Capponi, letterato italiano (n. 1505)
- Gaspar de Carvajal, missionario spagnolo (n. 1500)
- Girolamo Cattaneo, architetto e ingegnere italiano (n. 1540)
- Orazio De Santis, incisore e disegnatore italiano
- Bernal Díaz del Castillo, esploratore spagnolo (n. 1492)
- Gerhard Dorn, filosofo, traduttore e fisico belga (n. 1530)
- Guy Du Faur de Pibrac, poeta, magistrato e diplomatico francese (n. 1529)
- François Dubois, pittore francese (n. 1529)
- Giovanni Andrea Gilio, presbitero italiano
- Nikolaus Haller, mercante tedesco (n. 1539)
- Felice Lodron, militare italiano (n. 1537)
- Hans Lufft, tipografo e editore tedesco (n. 1495)
- Alberto Naselli, attore teatrale e commediografo italiano (n. 1540)
- Latino di Camillo Orsini, condottiero italiano
- Heitor Pinto, scrittore e presbitero portoghese (n. 1528)
- Prospero Provana, scrittore, storiografo e religioso italiano (n. 1520)
- Pierre Reymond, pittore francese (n. 1513)
- Ludger Tom Ring il Giovane, pittore tedesco (n. 1522)
- William Ruthven, I conte di Gowrie, nobile scozzese
- Alonso de la Vera Cruz, teologo spagnolo (n. 1507)
- Pietro Vinci, compositore italiano (n. 1535)

## Calendario
| Calendario 1584 | Calendario 1584 | Calendario 1584 | Calendario 1584 | Calendario 1584 | Calendario 1584 | Calendario 1584 | Calendario 1584 | Calendario 1584 | Calendario 1584 | Calendario 1584 | Calendario 1584 | Calendario 1584 | Calendario 1584 | Calendario 1584 | Calendario 1584 | Calendario 1584 | Calendario 1584 | Calendario 1584 | Calendario 1584 | Calendario 1584 | Calendario 1584 | Calendario 1584 | Calendario 1584 | Calendario 1584 | Calendario 1584 | Calendario 1584 | Calendario 1584 | Calendario 1584 | Calendario 1584 | Calendario 1584 | Calendario 1584 | Calendario 1584 |
| --------------- | --------------- | --------------- | --------------- | --------------- | --------------- | --------------- | --------------- | --------------- | --------------- | --------------- | --------------- | --------------- | --------------- | --------------- | --------------- | --------------- | --------------- | --------------- | --------------- | --------------- | --------------- | --------------- | --------------- | --------------- | --------------- | --------------- | --------------- | --------------- | --------------- | --------------- | --------------- | --------------- |
|                 | 1               | 2               | 3               | 4               | 5               | 6               | 7               | 8               | 9               | 10              | 11              | 12              | 13              | 14              | 15              | 16              | 17              | 18              | 19              | 20              | 21              | 22              | 23              | 24              | 25              | 26              | 27              | 28              | 29              | 30              | 31              |                 |
| Gennaio         | Do              | Lu              | Ma              | Me              | Gi              | Ve              | Sa              | Do              | Lu              | Ma              | Me              | Gi              | Ve              | Sa              | Do              | Lu              | Ma              | Me              | Gi              | Ve              | Sa              | Do              | Lu              | Ma              | Me              | Gi              | Ve              | Sa              | Do              | Lu              | Ma              |                 |
| Febbraio        | Me              | Gi              | Ve              | Sa              | Do              | Lu              | Ma              | Me              | Gi              | Ve              | Sa              | Do              | Lu              | Ma              | Me              | Gi              | Ve              | Sa              | Do              | Lu              | Ma              | Me              | Gi              | Ve              | Sa              | Do              | Lu              | Ma              | Me              |                 |                 |                 |
| Marzo           | Gi              | Ve              | Sa              | Do              | Lu              | Ma              | Me              | Gi              | Ve              | Sa              | Do              | Lu              | Ma              | Me              | Gi              | Ve              | Sa              | Do              | Lu              | Ma              | Me              | Gi              | Ve              | Sa              | Do              | Lu              | Ma              | Me              | Gi              | Ve              | Sa              |                 |
| Aprile          | Do              | Lu              | Ma              | Me              | Gi              | Ve              | Sa              | Do              | Lu              | Ma              | Me              | Gi              | Ve              | Sa              | Do              | Lu              | Ma              | Me              | Gi              | Ve              | Sa              | Do              | Lu              | Ma              | Me              | Gi              | Ve              | Sa              | Do              | Lu              |                 |                 |
| Maggio          | Ma              | Me              | Gi              | Ve              | Sa              | Do              | Lu              | Ma              | Me              | Gi              | Ve              | Sa              | Do              | Lu              | Ma              | Me              | Gi              | Ve              | Sa              | Do              | Lu              | Ma              | Me              | Gi              | Ve              | Sa              | Do              | Lu              | Ma              | Me              | Gi              |                 |
| Giugno          | Ve              | Sa              | Do              | Lu              | Ma              | Me              | Gi              | Ve              | Sa              | Do              | Lu              | Ma              | Me              | Gi              | Ve              | Sa              | Do              | Lu              | Ma              | Me              | Gi              | Ve              | Sa              | Do              | Lu              | Ma              | Me              | Gi              | Ve              | Sa              |                 |                 |
| Luglio          | Do              | Lu              | Ma              | Me              | Gi              | Ve              | Sa              | Do              | Lu              | Ma              | Me              | Gi              | Ve              | Sa              | Do              | Lu              | Ma              | Me              | Gi              | Ve              | Sa              | Do              | Lu              | Ma              | Me              | Gi              | Ve              | Sa              | Do              | Lu              | Ma              |                 |
| Agosto          | Me              | Gi              | Ve              | Sa              | Do              | Lu              | Ma              | Me              | Gi              | Ve              | Sa              | Do              | Lu              | Ma              | Me              | Gi              | Ve              | Sa              | Do              | Lu              | Ma              | Me              | Gi              | Ve              | Sa              | Do              | Lu              | Ma              | Me              | Gi              | Ve              |                 |
| Settembre       | Sa              | Do              | Lu              | Ma              | Me              | Gi              | Ve              | Sa              | Do              | Lu              | Ma              | Me              | Gi              | Ve              | Sa              | Do              | Lu              | Ma              | Me              | Gi              | Ve              | Sa              | Do              | Lu              | Ma              | Me              | Gi              | Ve              | Sa              | Do              |                 |                 |
| Ottobre         | Lu              | Ma              | Me              | Gi              | Ve              | Sa              | Do              | Lu              | Ma              | Me              | Gi              | Ve              | Sa              | Do              | Lu              | Ma              | Me              | Gi              | Ve              | Sa              | Do              | Lu              | Ma              | Me              | Gi              | Ve              | Sa              | Do              | Lu              | Ma              | Me              |                 |
| Novembre        | Gi              | Ve              | Sa              | Do              | Lu              | Ma              | Me              | Gi              | Ve              | Sa              | Do              | Lu              | Ma              | Me              | Gi              | Ve              | Sa              | Do              | Lu              | Ma              | Me              | Gi              | Ve              | Sa              | Do              | Lu              | Ma              | Me              | Gi              | Ve              |                 |                 |
| Dicembre        | Sa              | Do              | Lu              | Ma              | Me              | Gi              | Ve              | Sa              | Do              | Lu              | Ma              | Me              | Gi              | Ve              | Sa              | Do              | Lu              | Ma              | Me              | Gi              | Ve              | Sa              | Do              | Lu              | Ma              | Me              | Gi              | Ve              | Sa              | Do              | Lu              |                 |